# Nazareth Araújo
Maria Nazareth Mello de Araujo Lambert (Rio de Janeiro, 7 de janeiro de 1967) é uma procuradora, política brasileira e ex-vice-governadora do Acre. Foi procuradora-geral do Acre (2007 - 2010) e Sub-chefa de Assuntos Jurídicos da Casa Civil do Acre (2011 - 2014). Nas eleições em 2014, Nazareth foi eleita vice-governadora do Acre na chapa encabeçada por Tião Viana. Foi candidata a primeira suplente do senador Jorge Viana nas eleições de 2018, mas não logrou êxito.

## Biografia
Maria Nazareth Mello de Araujo Lambert nasceu no Rio de Janeiro, RJ em 7 de janeiro de 1967. É filha da ex-deputada federal e ex-primeira dama do Acre Maria Lúcia Melo de Araújo e do primeiro governador eleito do Acre, José Augusto de Araújo. Passou a infância no Rio de Janeiro até 1979, o ano do fim do período de inelegibilidade de sua mãe, causada pelo Ato Institucional Número Cinco. Sua família volta para o Acre, visando eleições em 1982. No entanto, sua mãe só consegue se reeleger em 1986. Enquanto a sua mãe presidia a Fundação do Bem-Estar Social do Acre, Nazareth conheceu municípios do interior do estado e ganhou experiência em uma formação humanística, o que mudaria sua vida pelos próximos anos.

## Formação Acadêmica
Em sua formação acadêmica, Nazareth estudou direito na Universidade de Brasília e fez pós-graduação em direito público na Universidade Federal de Pernambuco e em competências gerenciais pela Fundação Getulio Vargas. Em 1994 iniciou sua carreira como procuradora do estado do Acre, tomando posse em dezembro do mesmo ano.

## Procuradora-geral do Acre
Nazareth tomou posse como procuradora do estado do Acre em 1994, exercendo função de procuradora-chefe da Procuradoria Administrativa entre 1999 e 2004. Em 2004, foi fundadora da Corregedoria Geral da PGE/AC, ocupando tal cargo até final de 2006. Em 2007, tornou-se a procuradora-geral do estado do Acre, ganhando reconhecimento pelo trabalho imparcial, participativo e de valorização da instituição, bem como do cargo que ocupava. Devido tal popularidade, em 2010 Nazareth se candidatou a deputada estadual pelo PT, porém não logrou êxito, apesar da expressiva votação.

## Casa Civil do Governo do Acre
Em 2011, tomou posse como Sub-chefa de Assuntos Jurídicos da Casa Civil do Acre, exercendo tal função até 2014, junto com a procuradora Márcia Regina, a chefa da pasta. Seu papel ganhou notoriedade por parte dos juristas acreanos e de seu partido, sendo a principal cotada para ser candidata a vice-governadora na chapa do governador Tião Viana pelo PT.

## Vice-governadora do Acre
Em 2010, Narazeth tentou uma vaga no legislativo de seu estado. No entanto, apesar da expressiva votação e do reconhecimento de seu trabalho como procuradora, ela não consegue se eleger como titular, ocupando a suplência da coligação. Já em 2014, foi indicada pelo PT para se candidatar a vice-governadora na chapa do governador Tião Viana, logo após o seu período na Casa Civil do Acre. Sua chapa foi vitoriosa no segundo turno das eleições, sendo empossada junto ao titular no dia 1º de janeiro de 2015.
A eleição de Nazareth como vice-governadora do Acre e a sua pré-candidatura a governadora do estado tornaram-na herdeira política de seu pai, o primeiro governador eleito do Acre, José Augusto de Araújo, que fora cassado devido ao golpe militar de 1964.

## Pré-candidatura ao Governo do Acre x Senado Federal
Em 2017, Nazareth foi indicada pelo setorial de mulheres do PT como pré-candidata ao governo do estado. No entanto, o PT definiu o ex-prefeito de Rio Branco, Marcus Alexandre para disputar o poder executivo acriano nas eleições de 2018. Por outro lado, Nazareth foi indicada para ser primeira suplente do Senador Jorge Viana , que busca reeleição. Porém, a chapa não conseguiu votos suficientes para se reeleger.